# Mario Oehme
Mario Oehme (* 17. Juni 1964 in Weimar) ist ein deutscher Bogenschütze und dreifacher Paralympics-Teilnehmer.

## Leben
Als Jugendlicher betrieb Oehme zuerst Leichtathletik (Hoch- und Weitsprung), Voltigieren, später auch Dressur- und Springreiten in Mellingen.
Während seiner Lehre bei der SDAG Wismut war er im Schießsport in der Betriebssportgruppe des Bergbaubetriebs Beerwalde mit der Freien Pistole und Luftpistole und dem KK-Gewehr aktiv. In dieser Zeit absolvierte er eine Ausbildung zum Rettungsschwimmer.
Nach einem Arbeitsunfall begann Oehme 1989 beim SV Gera-Leumnitz mit dem Behindertensport in den Sportarten Rollstuhlleichtathletik (Kugelstoßen, Diskus- und Speerwurf). Rollstuhlbasketball spielte er bei den Weimarer Löwen bis 1994 (Oberliga bei den Weimarer Löwen bis 1994). Der Rennrollstuhl hatte es ihm auch angetan, und so fuhr er über Kurzstrecken im Stadion bis zum Halbmarathon.
Bekanntheit erlangte er als Bogenschütze. Bei seiner ersten Teilnahme an der Deutschen Meisterschaft belegte er den 4. Platz hinter Udo Wolf, dem damals erfolgreichsten deutschen Bogenschützen im Behindertensport. Oehme wurde im Oktober 1993 in die Nationalmannschaft aufgenommen. 1996 hat er einen Trainerschein erworben. Seit 2006 trainiert er Schüler mit mentaler Beeinträchtigung (PARA-ID) der Regenbogenschule Altenburg. Er betreute eine AG Bogenschießen der Regelschule Dietrich Bonhoeffer in Altenburg von 2011–2014.
Seit 2016 trainiert er mit einem Übungsleiter seines Vereins die Schüler der freien Waldorfschule Gera, zwei seiner Schützlinge, die er im Bogenschießen unterrichtet hat, betreuen eine AG Bogenschießen in der Ludwig-Bechstein-Schule in Gotha.
Bei den Sommer-Paralympics 1996 erzielte er in der Mannschaftswertung mit Udo Wolf (Neuss) und Hermann Nordmann (Werlte) Gold und
bei dem Sommer-Paralympics 2004 in Athen die Goldmedaille im Einzel.

## Erfolge
- 1996: Sommer-Paralympics, Atlanta (USA), Platz 6 der Rangliste, Gold (Mannschaft)
- 1998: 1. IPC WM, Stoke Mandeville (Großbritannien), Platz 8 der Rangliste
- 2003: 4. IPC WM, Madrid, Platz 11 der Rangliste
- 2004: Sommer-Paralympics, Athen, Platz 1 der Rangliste, Gold (Einzel)
- 2005: 5. IPC WM, Massa Carrara (Italien), Platz 2 der Rangliste, Silber (Einzel) 2. Platz
- 2007: 6. IPC WM, Cheongju (Korea), Platz 7 der Rangliste
- 2008: Sommer-Paralympics, Peking, Platz 11 in der Qualifikationsrunde
- 2009: EM, Stoke Mandeville, Platz 4 der Rangliste
- 2009: 7. IPC WM, Nymburk (CZE), Platz 9 der Rangliste doc=4068 Nymburk 2009]
- 2010: World Ranking Tournament, Nove Mesto (Tschechische Republik), Platz 9 der Rangliste
- 2010: Weltranglistenturnier, Stoke Mandeville, Platz 4 der Rangliste
- 2010: 5. EM, Vichy (Frankreich), Platz 6 der Rangliste
- 2011: WM 2011, Turin, Platz 17 der Rangliste
- 2011: Weltranglistenturnier, Nymburk (Tschechische Republik), Bronze W2 Recurve Männer
- 2011: Weltranglisten-Paralympicqualiturnier, Stoke Mandeville, Platz 8 der Rangliste, Quotenplatz ARW2 für London
- 2015: Teilnahme PARA-WM Platz 33 Vorunde